# فن الحرب (مكيافيلي)
فن الحرب (بالإيطالية: Dell'arte della guerra)‏ (بالإنجليزية: The Art of War)‏ هو أطروحة للفيلسوف السياسي من عصر النهضة الإيطالية والمؤرخ نيكولو مكيافيلي.
يقع الكتاب في شكل حوار سقراطي. والغرض منه، كما يقول اللورد فابريزيو كولونا (ربما شخصية مكيافيللي) في البداية، «تكريم ومكافأة الفضيلة، وليس ازدراء للفقر، وذلك لتعزيز أساليب الانضباط العسكري، لتقييد المواطنين ولكي يحب بعضهم بعضا، والعيش دون انقسامات، وتغليب المصلحة العامة على الخاصة». لتحقيق هذه الغايات، كما ذكر مكيافيلي في مقدمته، فإن الجيش يمثل سقف القصر الذي يحمي محتوياته.
كتب العمل بين عامي 1519 و1520 ونشر في العام التالي، وكان بهذا العمل التاريخي أو السياسي الوحيد الذي طبع في حياة ماكيافيلي، رغم أنه تم تعيينه المؤرخ الرسمي لفلورنسا في عام 1520، وعهد له بواجبات مدنية طفيفة أ